# Alain Portes
Pour les articles homonymes, voir Portes.

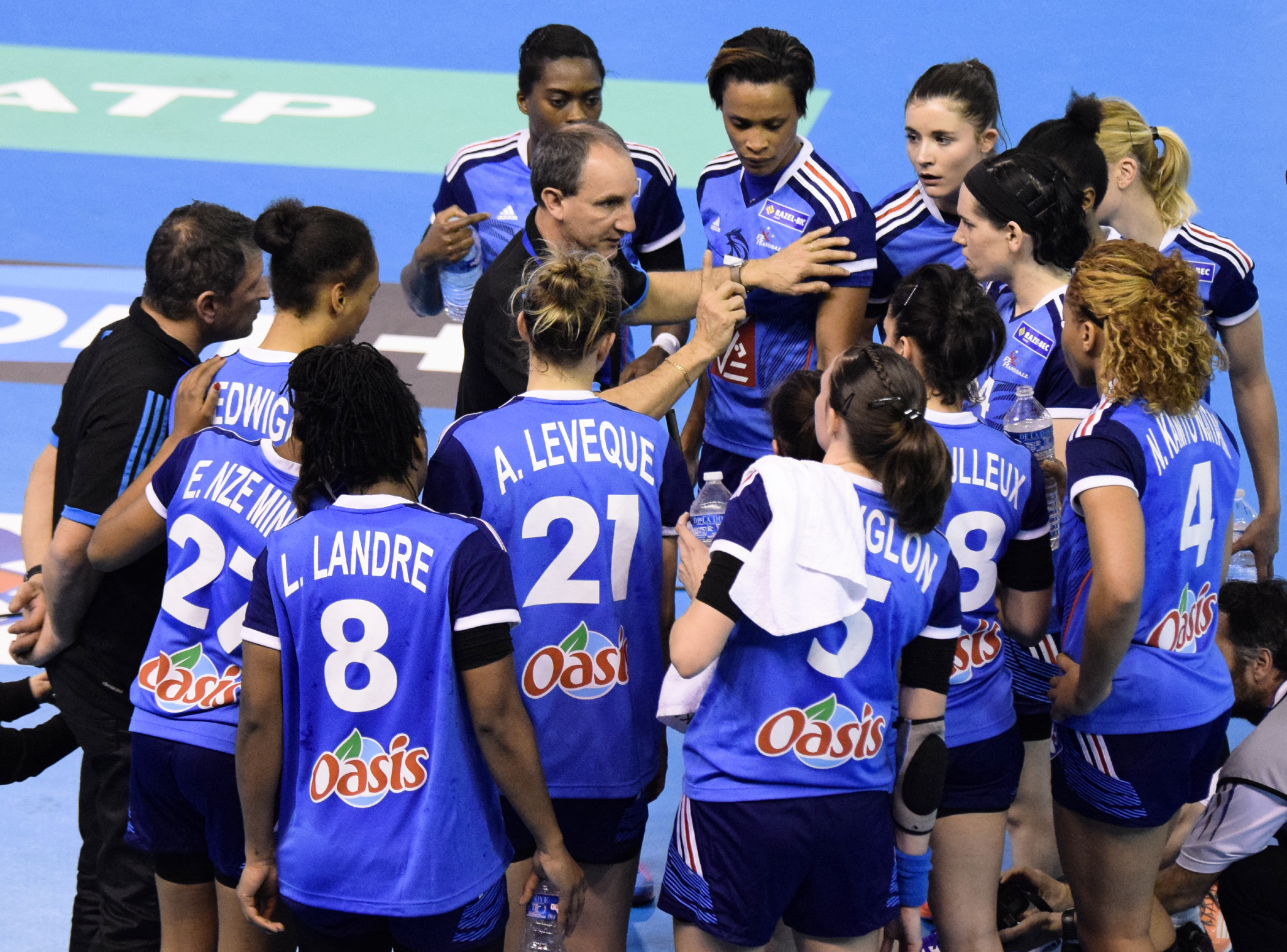
Alain Portes donne ses consignes aux Françaises lors d'un temps-mort, le 19 mars 2015.

Alain Portes, né le 31 octobre 1961 à Béziers, est un ancien handballeur international français qui évoluait durant sa carrière professionnelle au poste d'ailier gauche. Reconverti entraîneur, il a notamment remporté avec la Tunisie deux championnats d'Afrique des nations.

## Biographie

### Carrière de joueur
Fils d'un ancien international de handball (Maurice Portes), il commence le handball dans le club fondé par son père à Sète (l'Olympique Sète Joliot-Curie, OSJC) avant d'être repéré puis recruté dès les juniors par l'USAM Nîmes. Il y fera l'ensemble de sa carrière, remportant au passage quatre titres de champion de France, trois coupes de France. Il arrête sa carrière en 1994 après un ultime titre de vice-champion, le club étant rétrogradé en division inférieure à la suite d'un dépôt de bilan.
Il connaît sa première sélection avec l'équipe de France en 1983 et participe à la longue construction de celle-ci sous la conduite de Daniel Costantini qui conduit la France du fond du groupe C mondial dans le début des années 1980 vers le sommet de la hiérarchie mondiale. Pour Alain Portes, cela se traduira par une médaille de bronze lors des Jeux olympiques de 1992 à Barcelone.

### Carrière d'entraîneur
En 1995, il devient entraîneur dans l'autre club de Nîmes, les féminines du HBC Nîmes, avec lesquelles il remporte le premier titre européen de l'histoire du handball féminin français, à savoir la Coupe Challenge 2001. En 2004, après 9 ans à la tête du club, Alain Portes quitte la D1 pour encadrer leCentre de Formation naissant. 
En 2006, il est choisi pour prendre les rênes de son ancien club, l'USAM Nîmes. Il parviendra à hisser le club à la 5e place en 2007 et 2008, soit les deux meilleurs résultats du club depuis le titre de vice-champion en 1994 auquel il a participé. 
Début juin 2009, il signe un contrat de trois ans avec l'équipe nationale de Tunisie masculine.
Après trois semaines de préparation, il obtient avec la Tunisie la 3e place aux Jeux méditerranéens. Le 20 février 2010, il remporte avec cette dernière le championnat d'Afrique des nations au Caire en battant en finale l'équipe d'Égypte sur un score de 24 à 21. Titre qu'il conserve deux ans plus tard, en disposant de l'Algérie 23 à 20 en finale de la CAN 2012. Enfin, aux Jeux olympiques de 2012, il s'incline de peu face à la Croatie en quarts de finale.
Le 11 juin 2013, il prend la succession d'Olivier Krumbholz à la tête de l'équipe de France féminine,. Avec une équipe en reconstruction, il réalise un excellent début de parcours au championnat du monde 2013 avant de s'incliner en quart de finale face à une sélection polonaise pourtant à sa portée. Par la suite, les Françaises butent deux fois aux portes du dernier carré, que ce soit à l'Euro 2014 (5e place) ou au Mondial 2015 (7e place).
À l'issue de cette compétition, on apprend qu'il était la victime d'attaques personnelles depuis plus d'un an, notamment sur les réseaux sociaux et via des courriers anonymes envoyés à son domicile. Et, au cours du Mondial, il s'est fait voler son téléphone portable dans le vestiaire fermé à clef. Finalement, bien qu’il ait reçu le 14 janvier le soutien de Joël Delplanque, le président de la FFHB, (« je maintiens ma confiance à Alain Portes qui ira jusqu'aux J.O. »), il est démis de ses fonctions le 25 janvier 2016, « les conditions de confiance mutuelle indispensables à la réussite de l’équipe de France n’étaient plus réunies. ». Selon le journal Le Monde, « C’est à la demande des "taulières" des Bleues, alors que l’équipe enchaîne de mauvais résultats et que les relations se sont dégradées avec [Alain Portes], qu’Olivier Krumbholz a été rappelé, deux ans après son éviction. Finalement, la Fédération française de handball sera condamnée par la cour d'appel de Nîmes en juillet 2023 à indemniser Alain Portes pour licenciement sans cause réelle et sérieuse.
En juillet 2017, il signe un contrat de 3 ans comme entraîneur avec le Grand Besançon Doubs Handball. Cependant, il met un terme à celui-ci à la fin de la saison 2017-2018 avant tout pour raisons personnelles (il pense que le club n'a pas les moyens de ses ambitions, et par honnêteté, préfère céder sa place à un autre entraineur) et non pas à cause des mauvais résultats du club.
Le 31 décembre 2018, Alain Portes signe jusqu'à la fin de la saison 2018-2019 pour le club qatarien d'Al-Duhail SC, champion en titre et qualifié pour la Ligue des champions d'Asie qu'il remporte
En mai 2019, il est nommé sélectionneur de l'équipe nationale masculine d'Algérie. Avec cette équipe, il remporte la médaille de bronze de la CAN 2020 jouée en Tunisie, et qualifie l'Algérie pour le Mondial 2021 et un tournoi de qualification olympique, sans toutefois parvenir à se qualifier pour les JO de Tokyo.
En septembre 2021, l'Algérie confirme qu'elle déclare forfait à la CAN 2022 du fait que la compétition se déroule au Sahara occidental. Par conséquent, elle ne peut plus se qualifier au Mondial 2023 et est menacée de se voir retirer l'organisation de la CAN 2024, l'année olympique : dès lors, l'absence de perspectives sportives ont conduit Alain Portes à ne pas prolonger son contrat avec la sélection.

## Parcours

### En tant que joueur
- Sète Olympique
- USAM Nîmes : de 1980 à 1994

### En tant qu'entraineur
- HBC Nîmes  : de 1995 à 2004
- USAM Nîmes Gard  : de 2006 à 2009
- Équipe de Tunisie  : de 2009 à 2013
- Équipe de France  : de 2013 à janvier 2016
- Grand Besançon Doubs Handball  : de 2017 à 2018
- Al-Duhail SC  : de janvier à mai 2019
- Équipe d'Algérie  : de mai 2019 à octobre 2021[12]

## Palmarès de joueur

### Équipe de France
- Jeux olympiques
  -  Médaille de bronze aux Jeux olympiques de 1992 à Barcelone
- 216 sélections entre 1983 et 1992
- Championnats du monde
  - 11e place au championnat du monde B en 1985
  - 1er place au championnat du monde C en 1986
  - 8e place au championnat du monde B en 1987
  - 5e place au championnat du monde B en 1989
  - 9e place au championnat du monde A en 1990

### Club
- Champion de France (4) : 1988, 1990, 1991 et 1993 avec USAM Nîmes
- Coupe de France (3) : 1985, 1986, 1994 avec USAM Nîmes

### Distinctions
- Élu en 2002 meilleur ailier gauche français de tous les temps par la FFHB[13].
- Sélectionné en équipe d'Europe en janvier 1993

## Palmarès d'entraîneur

### En clubs
Avec HBC Nîmes
- Coupe Challenge (1) : 2001

Al-Duhail SC
- Ligue des champions de l'AHF (1) : 2019

### En sélections
Avec  Tunisie masculine
- Vainqueur au Championnat d'Afrique des nations 2010
- 20e place au Championnat du monde 2011
- Médaille de bronze au Championnat du monde junior 2011
- Vainqueur au Championnat d'Afrique des nations 2012
- 8e place aux Jeux olympiques de 2012 de Londres
- 11e place au Championnat du monde 2013

Avec  France féminine
- 6e place au championnat du monde 2013
- 5e place au championnat d'Europe 2014
- 7e place au championnat du monde 2015

Avec  Algérie masculine
- Médaille de bronze au Championnat d'Afrique des nations 2020
- 22e place au championnat du monde 2021